# Arjun Erigaisi
Arjun Kumar Erigaisi (Hanamkonda, 3 settembre 2003) è uno scacchista indiano.
Ha ottenuto il titolo di grande maestro in agosto 2018, all'età di 14 anni, 11 mesi e 13 giorni.
Nel dicembre 2024 ha raggiunto i 2801 punti Elo, ottenendo il suo record personale, 4º al mondo e 1° indiano.

## Principali risultati
- 2015 – secondo nel campionato asiatico giovanile U12 svoltosi a Seul.[3]
- 2017 – in aprile vince a Tashkent con 8,5 punti su 9 turni il campionato asiatico U14[4]; in settembre è secondo con 9 su 11 nel Campionato del mondo U14 di Montevideo[5].
- 2018 – in luglio è secondo con 6 su 7 nel torneo First Saturday di Budapest.
- 2019 – in giugno vince a Delhi il campionato del Commonwealth U16 con 6,5 su 7; in luglio vince a Bienne il campionato svizzero blitz open con 11 su 13[6]; in dicembre è secondo con 7,5 su 9 nel torneo blitz (5' + 3") di Sitges;[7].
- 2022 - il 29 gennaio vince con un turno di anticipo la sezione Challengers del torneo Tata Steel di Wijk aan Zee. Tra febbraio e marzo vince a Kanpur il Campionato indiano.[8] Sempre in marzo vince con 8,5 su 10 il 19th Delhi international Open, superando per spareggio tecnico Dommaraju Gukesh e Harsha Bharathakoti[9].
 Tra marzo e aprile vince la 1ª tappa del circuito online a cadenza veloce MPL Indian Chess Tour (30/45, +8 =6 -1, sì è giocato con il punteggio di Sofia: 3 punti per la vittoria, 1 per la patta, 0 per la sconfitta)[10].
 Partecipa quindi alle Olimpiadi di Chennai, nelle quali ottiene l'argento personale come terza scacchiera[11].
 In agosto vince la sezione Master dell'Open di Abu Dhabi con 7,5 su 9 (+6 =3), con una performance di 2893 punti Elo.[12]
- 2024 – in aprile vince il torneo di Minorca con 7,5 su 9, superando per spareggio tecnico Kirill Alekseenko e Maksim Chigaev[13]. In giugno a Jermuk vince il torneo Memorial Stepan Avagyan con 6,5 su 9 [14].
- 2025 - In giugno vince il Campionato Mondiale Rapid per Club con il Team MGD1. [15]